# Fran Mateu
Fran Mateu es un escritor, guionista, director de cine, docente e investigador nacido en Elche, provincia de Alicante, el 18 de mayo de 1981.
Sus líneas de investigación se centran en estudios de cine, videojuegos, intertextualidad y cultura audiovisual en general.
En 2011 se estrenó su primer cortometraje como director, Historia muerta, una obra de terror gótico que se proyectó en un centenar de festivales internacionales y consiguió premios como el Remi Award especial del jurado en el WorldFest de Houston. 
En 2017 se estrenó su segundo cortometraje como director, Hidden Devil. La obra, que aborda una trama de fantasía, terror y mitología, fue protagonizada por Javier Botet, Javier Bódalo, Aida Folch, y la voz de Pepe Mediavilla.
En 2018 se estrenó su cortometraje Hell West, un western de fantasía desarrollado a través de la Universidad Miguel Hernández de Elche, galardonado en el Almería Western Film Festival.
Desde 2013, Fran Mateu es el fundador y actual director del Festival de Cine Fantástico de Elche, evento de carácter internacional que se celebra anualmente en la ciudad de Elche.